# Parafimose

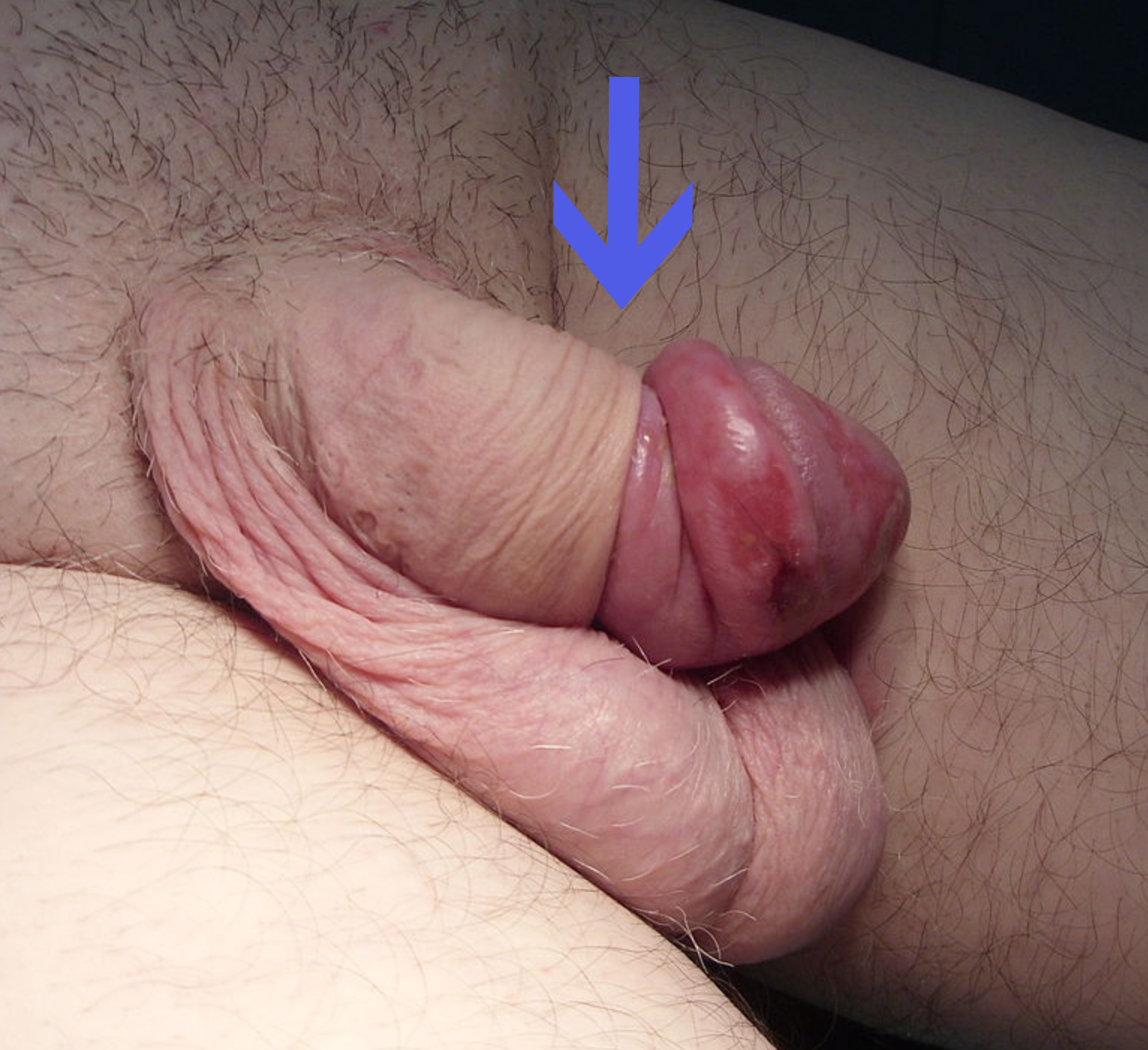
Parafimose bij een 45 jaar oude man.

Parafimose is een aandoening aan de penis waarbij de voorhuid over de eikel is geschoten en niet naar distaal (naar voren) geschoven kan worden. 
De circulatie door de voorhuid neemt af waarna deze pijnlijk opzwelt. Langdurige parafimose kan leiden tot necrose van de voorhuid.
Deze aandoening wordt ook wel Spaanse kraag genoemd, omdat de vorm van de voorhuid lijkt op de kraag van 16e-eeuwse Spaanse kostuums.